# شاي النون
شاي النون ويسمى أيضًا الشاي الكشميري والشاي الوردي وشاي الغولابي شاي نامكين  وشاي الشير هو مشروب شاي تقليدي نشأ في كشمير. يُصنع باستخدام شاي البارود [الإنجليزية] والحليب وصودا الخبز. لقد أصبح شائعًا في باكستان الهند ومنطقة البحر الكاريبي.

## علم أصل الكلمة
كلمة نون تعني « الملح » في العديد من اللغات الهندية الآرية، مثل الكشميرية والبنغالية والنيبالية.

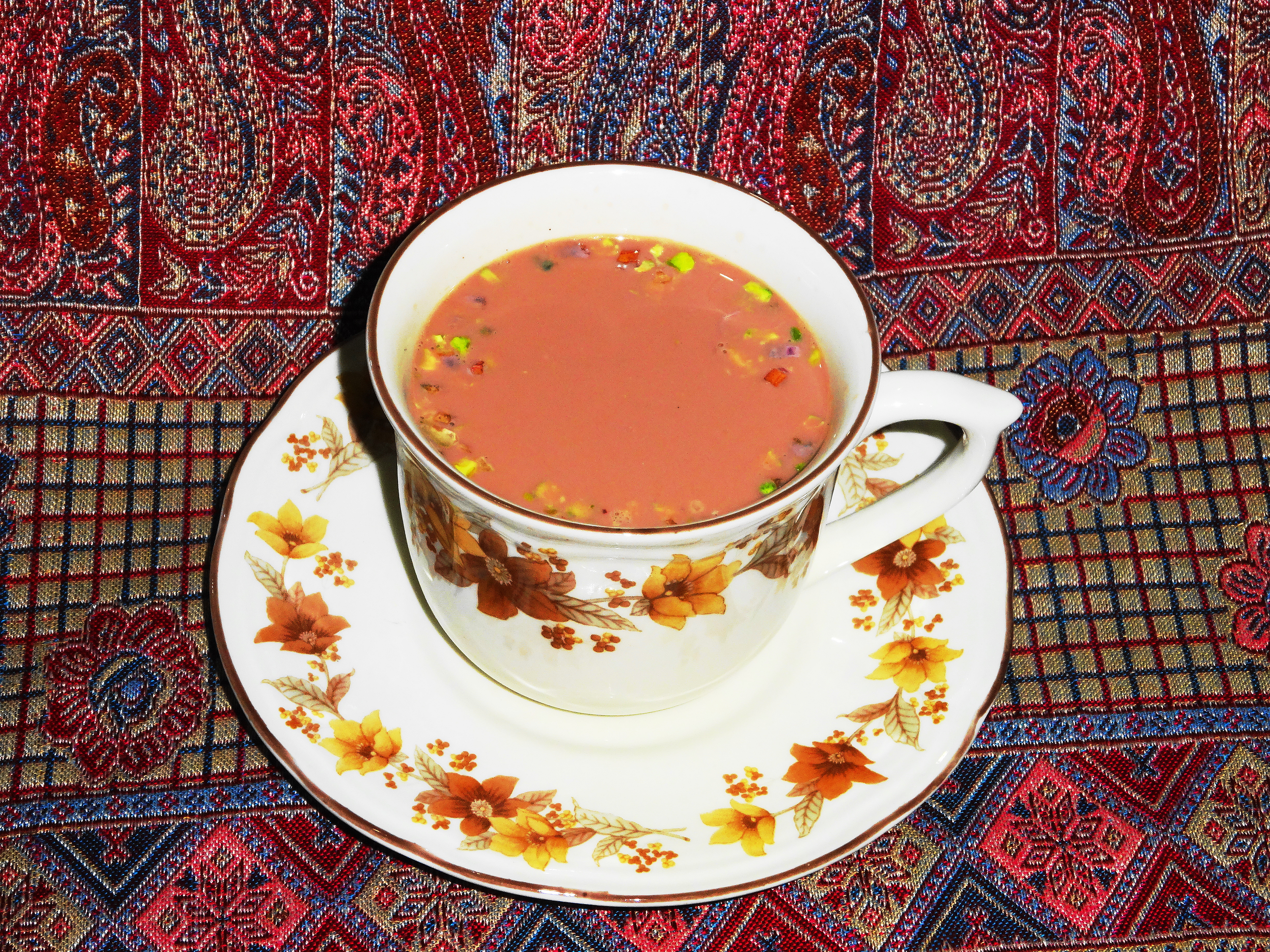
شاي كشميري

يشير الهندوس الكشميريون [الإنجليزية] إلى هذا الشاي الكشميري باسم «شاي شير». كلمة «شير» التي اشتُق منها اسم «شاي شير»، يعني «حليب» باللغة الفارسية.
يُستخدم مصطلح «وردي الشاي» أيضًا صفةً تشير إلى اللون الوردي المميز للشاي، مثل وصف المنسوجات.

## تحضير
يُحضّر شاي النون تقليديًا من أوراق الشاي الأخضر والحليب والملح وصودا الخبز، وعادةً ما يُطهى في السَمَاوَر. تُغلى الأوراق لمدة ساعة تقريبًا مع صودا الخبز حتى يتطور لونها إلى اللون البورغندي،ثم يُضاف الثلج أو الماء البارد «لصدمها» والحفاظ على هذا اللون. عند إضافة الحليب، يتحد مع اللون البورغندي لينتج عنه اللون الوردي المميز للشاي. ثم يُهوّى الشاي بغرف جزء منه وإعادته إلى القدر لدمج فقاعات هواء صغيرة فيه، وهي عملية تُنتج رغوة وقد تستغرق ساعات عند القيام بها يدويًا.
لا يُستخدم السكر تقليديًا في الوصفات الكشميرية، على الرغم من أن التحضيرات التجارية الحديثة في العديد من المطاعم حول العالم وأكشاك الشاي التي تُقدم المأكولات الكشميرية قد تُضيف مُحليات أو تستبعد الملح. في باكستان، يُقدم غالبًا مع السكر والمكسرات.

### الكيمياء
عند غلي أوراق الشاي، تُستخلص جزيئات تُسمى البوليفينولات من الأوراق إلى الماء. في الشاي الأخضر في أنواع الشاي الأخضر مثل تلك المُستخدمة في النون تشاي، تتصرف البوليفينولات المُستخلصة بشكل مشابه لمادة تُسمى أحمر الفينول [الإنجليزية]، والتي تُغيّر لونها اعتمادًا على مستوى الأس الهيدروجيني للمادة التي توجد فيها. نظرًا لغلي شاي النون لفترة طويلة، يُستخلص الكثير من البوليفينولات المُغيّرة للون من الأوراق. عند إضافة صودا الخبز القلوية، يكتسب الشاي لونه الأحمر الداكن.

## التاريخ

### الأصل
تزعم الروايات حول أصل الشاي أنه جاء من ياركند إلى كشمير عبر طريق الحرير. يعود أصل شاي النون إلى جبال الهيمالايا، حيث يُضاف الملح كإلكتروليت لمنع الجفاف في المرتفعات العالية. كما أنه مرتبط بأنواع أخرى من الشاي بالحليب المالح في آسيا الوسطى، مثل شاي إتكانتشاي الأويغوري وشاي سوتي تساي [الإنجليزية] المنغولي.
يعود أصل استخدام الأملاح القلوية، مثل صودا الخبز، في الشاي إلى هضبة التبت، حيث كانت تُستخدم رواسب الصودا الموجودة بشكل طبيعي لتغميق لون بو شا. لاحقًا، في لداخ، شرق كشمير، استُخدمت بلورات الصودا من الينابيع الساخنة في شاي الزبدة المحلي، أو غور غور تشا. اقتبس سكان وادي كشمير هذه الممارسة من لداخ، حيث استوردوا الصودا من هناك والشاي المضغوط من لاسا، ثم استبدلوا زبدة الياك [الإنجليزية] بالحليب والقشدة لتناسب الأذواق المحلية.

### الأهمية الثقافية
يُستهلك شاي النون بشكل شائع عدة مرات في اليوم في كشمير، ويُقدم مع أنواع من الخبز مثل الكُلْتشا [الإنجليزية] والجِرْدا والتْسوتْشْوور.

## الملاحظات
1. ↑  أوراق الشاي الأخضر ملفوفة في كرات صغيرة
2. ↑  أحمر داكن
3. ↑  pH
4. ↑  تُصبح صفراء عندما تكون حمضية ، وحمراء عندما تكون قلوية
5. ↑  بيكربونات الصوديوم
6. ↑  الذي يتحول بعد ذلك إلى اللون الوردي مع الحليب
7. ↑  التي أصبحت فيما بعد سنجان في الصين
8. ↑  التي تُسمى فول

## روابط خارجية
- وصفة الشاي التقليدي في الظهيرة